# IC 472
IC 472 — галактика типу SBb (компактна витягнута галактика) у сузір'ї Рись.
Цей об'єкт міститься в оригінальній редакції індексного каталогу.